# Afillament
L'afillament era un mecanisme legal pel qual els pobles rurals catalans de l'edat moderna acceptaven com a "filles" pròpies les cases aïllades de la rodalia (o fins i tot del mateix nucli urbà) inscrivint-les en un registre a condició de fer un jurament i pagar un preu mòdic. També l'utilitzaven aquelles valls que gaudien d'un règim jurídic propi. En adquirir la condició d'habitants d'aquell poble les persones que vivien a aquestes cases passaven a gaudir dels mateixos drets i privilegis cívico-econòmics que la resta d'habitants. Aquests drets es transmetien amb l'herència de la casa, per matrimoni amb la gent d'aquella casa, per la seva compra, o fins i tot per residència continuada durant un temps prefixat.